# Rita Jorek
Rita Jorek (* 1935 in Berlin) ist eine deutsche Publizistin, Kunst- und Literaturwissenschaftlerin.

## Leben
Rita Jorek wurde als zweites von vier Kindern in Berlin geboren. Ihre Mutter, Gertrud Kleinert (1906–1994), war Tochter des Fuhrunternehmers Georg Kleinert (1878–1941) und von Marie Luise, geb. Borngräber (1873–1922). Weil diese Jüdin war, kam die Ehe mit dem Vater der Kinder, Bruno Jähn (1894–1957) nicht zustande, die Mutter zog mit ihnen zunächst ständig in Berlin um, wo Jorek 1942 eingeschult wurde, nach der „Perfektionierung“ der Judenverfolgung auf der Wannseekonferenz suchte die Mutter in Lückendorf bei Zittau Schutz. 1946 ging es im Flüchtlingszug nach Zeißholz bei Hoyerswerda. In der Kleinstadt legte sie das Abitur ab.
Von 1954 bis 1958 studierte sie Journalistik, Philosophie sowie Literatur- und Kunstwissenschaften in Leipzig an Karl-Marx-Universität und an der Hochschule für Grafik und Buchkunst.
Ihre berufliche Laufbahn begann sie als Redakteurin an einer Dorfzeitung in Mecklenburg. Von dort wechselte sie an die Ostsee-Zeitung nach Greifswald. Nach ihrer Eheschließung erfolgte der Umzug nach Markkleeberg. Bis 1965 hatte sie eine Anstellung als Kulturredakteurin bei der Leipziger Volkszeitung inne. 1973 wurde sie in Leipzig wissenschaftliche Mitarbeiterin beim Verband Bildender Künstler der DDR. Sie veröffentlichte weiter in der LVZ, in der Zeitschrift Bildende Kunst und in anderen Publikationen. Sie gab dort das Mitteilungsblatt factum heraus.
Gemeinsam mit Leipziger Künstlern entwickelte sie ein Konzept für eine Zeitschrift, die ab 1982 unter dem Titel Leipziger Blätter erschien. Joreks Mitwirkung in der Zeitschrift umfasste ihre Rolle als Lektorin für den Bereich bildende Kunst. Die restriktiven, politisch motivierten pressegesetzlichen Bestimmungen und Auflagen des ZK der SED konnten umgangen werden und ein gut gestaltetes Periodikum für die Leipziger Kunstszene entstehen, ein einmaliger Sonderfall in der DDR.
In den 80er Jahren gehörte Jorek zu einer Gruppe Leipziger Kunstwissenschaftlerinnen und Künstlerinnen, die sich mit dem Einfluss des patriarchalen Systems auf Entwicklungs- und Wirkungsmöglichkeiten von Frauen in diesem Metier befasste sowie mit der Verschleierung durch die Behauptung der gesetzlich festgeschriebenen Gleichheit. Als Sprecherin des Verband Bildender Künstler der DDR war sie an der Auflösung des Künstlervereins am 12. Dezember 1990 in Berlin und der Neugründung des Bundes Bildender Künstler Leipzig e. V. beteiligt. Ein Schicksalsschlag am selben Tag machte ihr die Weiterarbeit unmöglich. Später beteiligte sie sich an der Gründung des Freundeskreises Grassi, Museum für angewandte Kunst Leipzig. Als Mitglied der Louise Otto-Peters-Gesellschaft e. V. hat sie zur Erforschung der Geschichte der Frauenbewegung beigetragen. 2008 begründete sie die Isolde-Hamm-Stiftung mit. Von 1998 bis 2009 war sie Vorsitzende des Künstlerinnenverbandes GEDOK Mitteldeutschland. Seit 2010 ist Rita Jorek Ehrenmitglied des GEDOK und des BBK Leipzig e. V. 2023 wurde sie mit der Goldenen Ehrennadel der Stadt Leipzig ausgezeichnet.

## Publizistische Tätigkeit
Mittels zahlreicher Artikel und Vorträge sowie der Herausgabe von Büchern und Katalogen hat Rita Jorek umfangreich zu Themen der bildenden Kunst und Literaturwissenschaft publiziert. Einen Schwerpunkt bildete dabei ihre Freundschaft zu der Schriftstellerin Helga M. Novak, deren letzten Roman Im Schwanenhals sie vollendete und herausgab. Sie edierte ebenso Novaks zweibändige Gedichtsammlung Solange noch Liebesbriefe eintreffen.
Rita Jorek gilt zudem als Expertin für die Erforschung von Leben und Werk Elsa Asenijeffs. Seit 1986 sammelte und transkribierte sie mehr als 1000 Briefe von Elsa Asenijeff und Max Klinger, gab Werke der zuvor verkannten und in Vergessenheit geratenen Schriftstellerin neu oder erstmals heraus. Die Edition Unschuld, ein modernes Mädchenbuch erschien in amerikanischer Übersetzung in den USA.
Besondere Verdienste hat sich Rita Jorek insgesamt um die Erforschung von Leben und Werk weithin vergessener Künstlerinnen, Pädagoginnen und Frauenrechtlerinnen erworben.

## Mitgliedschaften
- GEDOK
- Bundesverband Bildender Künstlerinnen und Künstler
- Isolde-Hermann-Stiftung
- Freundeskreis für das Museum des Kunsthandwerks
- Louise Otto-Peters Gesellschaft
- Freundeskreis Karl Krug